# Brisbane International 2017
Il Brisbane International 2017, conosciuto anche come Brisbane International presented by Suncorp per motivi di sponsorizzazione, è stato un torneo professionistico di tennis giocato all'aperto sul cemento. È stata la 9ª edizione dell'evento conosciuto come Brisbane International. Il torneo fa parte dell'ATP Tour 250 nell'ambito dell'ATP World Tour 2017 per gli uomini, e per le donne alla categoria Premier del WTA Tour 2017. Sia il torneo maschile che quello femminile si è svolto nell'impianto Tennyson Tennis Centre di Brisbane, nella regione del Queensland in Australia, dal 1° all'8 gennaio 2017.

## Partecipanti ATP

### Teste di serie
| Nazionalità | Giocatore       | Ranking | Testa di serie* |
| ----------- | --------------- | ------- | --------------- |
| Canada      | Milos Raonic    | 3       | 1               |
| Svizzera    | Stan Wawrinka   | 4       | 2               |
| Giappone    | Kei Nishikori   | 5       | 3               |
| Austria     | Dominic Thiem   | 8       | 4               |
| Spagna      | Rafael Nadal    | 9       | 5               |
| Francia     | Lucas Pouille   | 15      | 6               |
| Bulgaria    | Grigor Dimitrov | 17      | 7               |
| Spagna      | David Ferrer    | 21      | 8               |

* Ranking al 26 dicembre 2016.

#### Altri partecipanti
I seguenti giocatori hanno ricevuto una wildcard per il tabellone principale:
- Samuel Groth
- Jordan Thompson
- Elias Ymer

I seguenti giocatori sono passati dalle qualificazioni:

- Alex de Minaur
- Jared Donaldson
- Ernesto Escobedo
- Yoshihito Nishioka

## Partecipanti WTA

### Teste di serie
| Nazionalità | Giocatrice         | Ranking* | Testa di serie |
| ----------- | ------------------ | -------- | -------------- |
| Germania    | Angelique Kerber   | 1        | 1              |
| Slovacchia  | Dominika Cibulková | 5        | 2              |
| Rep. Ceca   | Karolína Plíšková  | 6        | 3              |
| Spagna      | Garbiñe Muguruza   | 7        | 4              |
| Russia      | Svetlana Kuznecova | 9        | 5              |
| Ucraina     | Elina Svitolina    | 14       | 6              |
| Russia      | Elena Vesnina      | 16       | 7              |
| Italia      | Roberta Vinci      | 18       | 8              |

* Ranking al 26 dicembre 2016.

### Altre partecipanti
Le seguenti giocatrici hanno ricevuto una wildcard per il tabellone principale:
- Ashleigh Barty
- Donna Vekić

Le seguenti giocatrici sono passate dalle qualificazioni:

- Destanee Aiava
- Aleksandra Krunić
- Bethanie Mattek-Sands
- Asia Muhammad

La seguente giocatrice è entrata in tabellone come lucky loser:
- Kateryna Bondarenko

## Punti e montepremi
| Torneo              | Torneo              | V       | F       | SF     | QF     | 2T     | 1T    | Q  | Q3    | Q2    | Q1    |
| Singolare maschile  | Punti               | 250     | 150     | 90     | 45     | 20     | 0     | 12 | 6     | 0     | 0     |
| Singolare maschile  | Premi in denaro ($) | 77,980  | 41,070  | 22,245 | 12,675 | 7,470  | 4,425 | –  | 1,990 | 995   | –     |
| Singolare femminile | Punti               | 470     | 305     | 185    | 100    | 55     | 1     | 25 | 18    | 13    | 1     |
| Singolare femminile | Premi in denaro ($) | 191,418 | 102,887 | 54,793 | 22,877 | 12,289 | 6,703 | –  | 3,494 | 1,862 | 1,043 |
| Doppio maschile     | Punti               | 250     | 150     | 90     | 45     | 0      | –     | –  | –     | –     | –     |
| Doppio maschile     | Premi in denaro ($) | 23,690  | 12,450  | 6,750  | 3,860  | 2,260  | –     | –  | –     | –     | –     |
| Doppio femminile    | Punti               | 470     | 305     | 185    | 100    | 1      | –     | –  | –     | –     | –     |
| Doppio femminile    | Premi in denaro ($) | 46,796  | 24,950  | 13,654 | 6,951  | 3,767  | –     | –  | –     | –     | –     |

## Campioni

### Singolare maschile
Grigor Dimitrov ha sconfitto in finale  Kei Nishikori con il punteggio di 6–2, 2–6, 6–3.
- È il quinto titolo in carriera per Dimitrov, primo della stagione.

### Singolare femminile
Karolína Plíšková ha sconfitto in finale  Alizé Cornet con il punteggio di 6–0, 6–3.
- È il settimo titolo in carriera per Plíšková, primo della stagione.

### Doppio maschile
Thanasi Kokkinakis /  Jordan Thompson hanno sconfitto in finale  Gilles Müller /  Sam Querrey con il punteggio di 7–6(7), 6–4.

### Doppio femminile
Bethanie Mattek-Sands /  Sania Mirza hanno sconfitto in finale  Ekaterina Makarova /  Elena Vesnina con il punteggio di 6–2, 6–3.
- Grazie a questa vittoria Mattek-Sands scavalca la compagna in testa alla classifica WTA di doppio.